# Yemba
Le yemba est une langue bamiléké parlée au Cameroun.

## Nom
Cette langue est également appelée  atsang-bangwa, bafou, bamileke-yemba, dschang ou tchang.

## Utilisation
Elle est parlée en 1992 par 300 000 personnes de tous âges dans tous les domaines, principalement dans le département du Lebialem et aux alentours de la ville de Dschang, dans le département de la Menoua.
Certains de ses locuteurs parlent aussi français.
Le taux d'alphabétisation est de 2 % pour ceux l'ayant apprise comme langue maternelle et 40 % comme langue seconde.

## Dialectes
Ses dialectes sont le yemba et le foreke dschang (dschang, tchang), du nom de la chefferie de Foréké-Dschang.
Le dialecte de référence standard est bagou (āfhū) .

## Écriture
Le yemba s'écrit grâce à une version modifiée de l'alphabet latin.
| a | b | c | d | ə | e  | f | g  | h | i  | j | k | ʼ | l | m |
| n | ŋ | o | ɔ | p | pf | s | sh | t | ts | u | ʉ | w | y | z |

Les tons s’indiquent sur la voyelle avec l’accent aigu pour le ton haut, le macron pour le ton moyen et sans diacritique pour le ton bas.